# 伊東祐安
伊東 祐安（いとう すけやす）は、戦国時代の武将。日向伊東氏の家臣。

## 生涯
天文2年（1533年）、9代当主・伊東祐充が没すると、父・伊東祐武は反乱を起こし、外祖父として祐充存命時から家中を牛耳っていた家老・福永祐炳を初め鳥栖福永氏父子ら4人を自害に追い込み、都於郡城を占拠した。その後、祐武は祐充の弟・祐清（義祐）を擁立する荒武三省の軍勢に敗れ、自害した。祐武の子らは許されたようで、祐安は一門の武将として当主となった義祐に仕えた。飫肥攻めでの活躍を初め、天文18年（1549年）の堰ノ尾の戦い、永禄9年（1567年）の耳田の戦いが記録に残っている。
永禄11年（1568年）、伊東氏は真幸院の飯野地区攻略のため、城主・島津義弘が菱刈氏攻略で不在の飯野城攻めの大将として出陣した。しかし、義弘に気付かれたため睨み合いとなり、桶平城を築いて佐土原遠江守を城代として残すも成果は得られず、主君である伊東義益の急死もあり撤退する。また元亀2年（1571年）頃、祐安は三ツ山の内木場城を守っていたようである。
元亀3年（1572年）、飯野城より先にある加久藤城攻略のために兵3000を伴い出陣。伊東軍は緒戦では数の上で優勢であったが、兵の疲れが見られ、木崎原に引き上げてきたところを少数の島津軍に挟撃され撤退する（木崎原の戦い）。祐安は撤退する伊東勢の殿を務めたが、子の祐次（源四郎）の戦死を知ると、敵の大将・島津義弘に仇を討つため引き返し、村尾重侯の家臣・二階堂四郎左衛門に脇下を射抜かれ戦死したという。

## 子孫
祐安の弟で養子となった祐審（木崎原の戦いで戦死）の子孫は薩摩藩士となった。薩摩藩の史料である「旧記雑録拾遺　伊地知季安著作集三」に『伊東才蔵家』として右衛門の子孫の略系図が記載されている。右衛門の子の次左衛門（金法師）は佐土原陥落で浪人となったのちに伊集院忠真や島津義弘に仕える。次左衛門の子は島津光久守役の仙右衛門（志磨助）と続き、子孫は幕末の伊東才蔵であるとしている。また、小笠原長生の「元帥伊東祐亨」では仙右衛門（藤五郎）の諱を祐正とする。その孫娘松井は薩摩藩奥女中で分家し、甥が松井の養子となるが、この子孫が伊東祐麿、伊東祐亨兄弟であるという。
なお「本藩人物誌」によると薩摩藩にはもう一家、伊東加賀の次男の平右衛門祐氏の養子伊東駿河祐豊（実は河崎祐長長男）を祖とする伊東氏があるが、こちらの加賀守は六郎左衛門祐国の子であるといい、この加賀守が加賀守祐安を指すかは定かではない。